# Rive d'Arcano
Rive d'Arcano (friülà Rives d'Arcjan) és un municipi italià, dins de la província d'Udine. L'any 2007 tenia 2.446 habitants. Limita amb els municipis de Colloredo di Monte Albano, Coseano, Dignano, Fagagna, Majano, San Daniele del Friuli i San Vito di Fagagna.

## Administració
| Període | Identitat         | Partit        |
| ------- | ----------------- | ------------- |
| 2004-   | Gabriele Contardo | Llista cívica |